# 王道 (プロレス団体)
王道（おうどう）は、日本のプロレス団体。

## 団体名の由来
王道は全日本プロレスを設立したジャイアント馬場の代名詞であるが選手兼代表の曙が以前から未亡人たる馬場元子から支援を受けていたことと会社の設立に関して相談したのが由来。

## 歴史
- 2015年12月21日、曙太郎が設立。
- 2016年4月20日、後楽園ホールで旗揚げ戦「王道 THE BIGINNING」を開催。
- 2017年4月11日、曙が病気で長期欠場になったため活動休止中。
- 2024年4月6日、曙が死去。

## 所属選手
- 曙太郎（死去まで）
- 太陽ケア（引退まで）

## スタッフ
- 大城戸健司

## フリー、他団体参戦選手

### 男子選手
- 相島勇人
- 芦野祥太郎
- アンディ・ウー
- 池田大輔
- 井上雅央
- 大仁田厚
- 岡林裕二
- 鬼蜘蛛
- KAI
- カズ・ハヤシ
- 菊タロー
- くいしんぼう仮面
- 熊ゴロー
- グレート☆無茶
- 黒覆面A
- 拳剛
- ケンドー・カシン
- 近藤修司
- 佐藤恵一
- 将軍岡本
- 菅原拓也
- 鈴木鼓太郎
- 関本大介
- 征矢学
- 田中将斗
- TARU
- 力
- ディック東郷
- 長井満也
- NOSAWA論外
- 橋本大地
- 浜亮太
- 土方隆司
- FUJITA
- 藤原喜明
- 船木誠勝
- 保坂秀樹
- MAZADA
- 宮本和志
- 百田光雄
- 吉岡世起

### 女子選手
- 辰巳リカ
- 中島翔子
- ミル・クラウン
- 山下実優

## 来日外国人選手
- ジェームス・ライディーン
- ショーン・ギネス
- フェニックス
- ブッファ
- ペンタゴン・ジュニア
- ミル・マスカラス